# James Christian

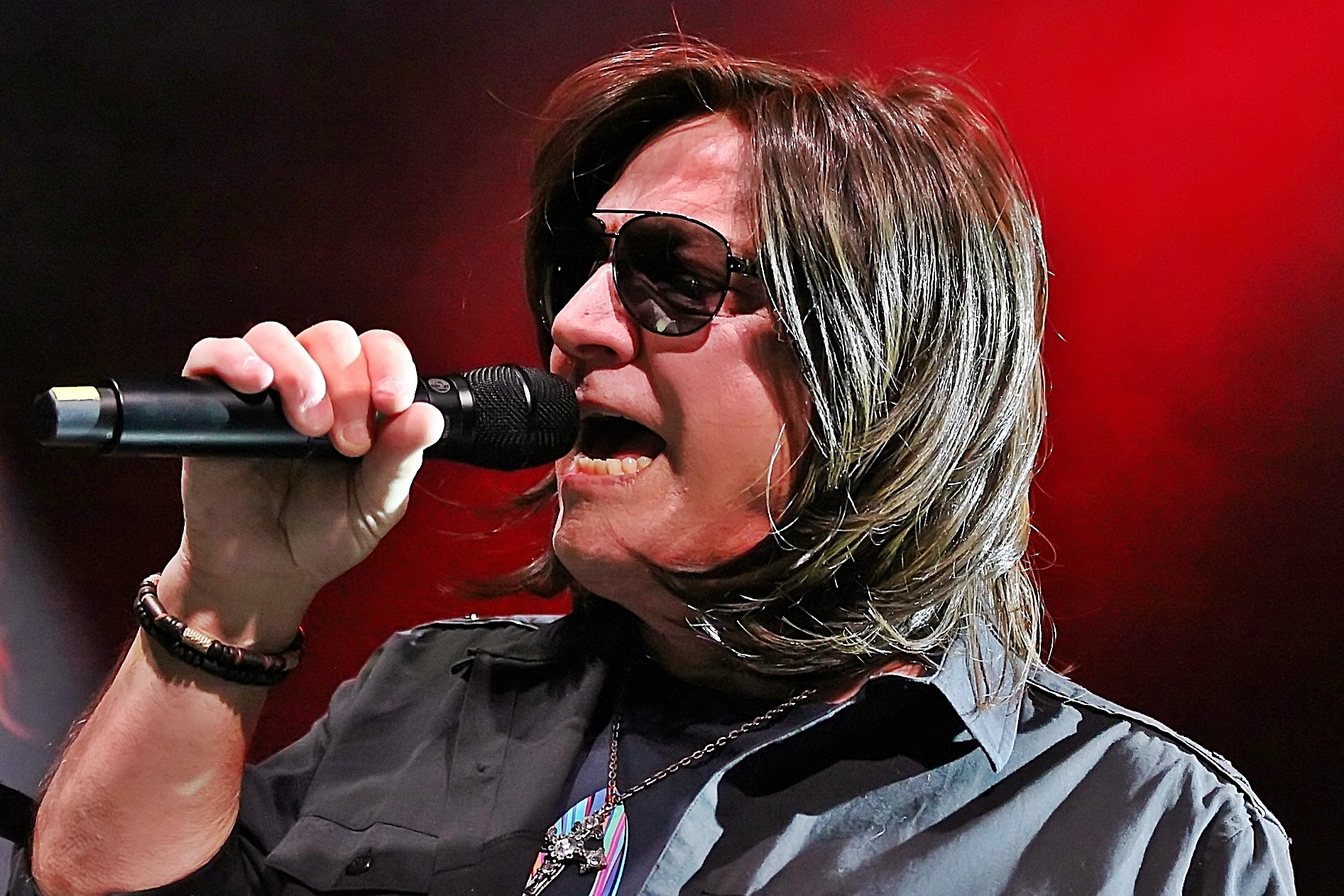
Bei einem Konzert in Fürth im November 2018

James Christian, eigentlich James DeiCicchi, ist ein US-amerikanischer Musiker und Produzent. Größere Bekanntheit erlangte er Ende der 1980er Jahre als Sänger der Hardrock-Band House of Lords, die er heute noch führt. Er ist mit der Sängerin Robin Beck verheiratet.

## Hintergrund
James Christian begann bereits als Jugendlicher, in verschiedenen Gruppen zu singen. Er gehörte unter anderem der Gruppe „Hooka“ an, die mit Titeln von Led Zeppelin in den Clubs seiner Heimatstadt auftrat. Als ihn der Schlagzeuger der Band „Jasper Wrath“ ansprach, ob er für seine Band singen wolle, wechselte Christian zu dieser Gruppe, die bereits einen Plattenvertrag mit MGM Records besaß. Die Gruppe zerbrach, nachdem sie 1977 zwei Alben veröffentlicht hatte, und aus ihr entstand die Band Eyes, die es zu einigem Ansehen im gesamten Bundesstaat Connecticut brachte. Die Band veröffentlichte 1978 das Album We're In It Together, das den von Christian geschriebenen Song Candle in the Window enthielt. Dieser Titel führte zu einer Einladung der Liedautorin Judithe Randall nach Los Angeles erhielt, wo Christian unter anderem auf Laurence Juber, den Gitarristen von Paul McCartneys Gruppe Wings, traf und sich entschied, in der Stadt zu bleiben.
Christian bewarb sich erfolglos bei Quiet Riot, als die Gruppe nach einem neuen Sänger suchte, und erhielt später das Angebot, Sänger der Band LA Rocks zu werden, das er annahm. Es gelang dieser Band jedoch nicht, einen Plattenvertrag zu bekommen. Als der Bassist der Gruppe die Band verließ, wurde er durch Chuck Wright ersetzt, der Quiet Riot verlassen hatte, um mit Gregg Giuffria eine neue Band zu gründen. Er machte Christian mit Giuffria bekannt, und Christian erhielt ein Demoband, das vier Titel enthielt: Pleasure Palace, Under Blue Skies, Edge Of Your Life, und Jealous Heart. Der Sänger auf dem Demoband war David Glen Eisley, doch nach einem Treffen mit Gene Simmons, der der Gruppe einen Plattenvertrag auf seinem Label Simmons Records in Aussicht gestellt hatte, bekam Christian 1988 den Posten des Sängers für House of Lords.
Nachdem House of Lords bis 1992 drei Alben veröffentlicht und sich anschließend aufgelöst hatten, arbeitete Christian an einem Soloalbum mit dem Titel Rude Awakening, das er 1994 veröffentlichte. Zudem hatte er 1993 das Angebot erhalten, Sänger der Band „Manic Eden“ zu werden, der Adrian Vandenberg, Tommy Aldridge und Rudy Sarzo angehörten. Aufnahmen kamen in dieser Besetzung nicht zustande, das selbstbetitelte Album der Gruppe wurde mit Ron Young, dem Sänger der Band Little Caesar, aufgenommen.
Er lernte Robin Beck kennen, heiratete sie, und zog sich weitgehend aus dem Musikgeschäft zurück. 2004 erschien sein zweites Soloalbum, Meet the Man, und im selben Jahr kam es zum Comeback von House of Lords, mit denen er seitdem weitere Alben veröffentlicht hat. 2013 erschien sein drittes Soloalbum, Lay It all on Me. Christian arbeitet weiterhin als Musikproduzent, unter anderem für Robin Beck, Fiona und House of Lords.

## Diskografie
- 1978 – Eyes: We’re in It Together
- 1988 – House of Lords: House of Lords
- 1990 – House of Lords: Sahara
- 1992 – House of Lords: Demons Down
- 1995 – Rude Awakening
- 2004 – House of Lords: The Power and the Myth
- 2004 – Meet the Man
- 2006 – House of Lords: World Upside Down
- 2008 – House of Lords: Come to My Kingdom
- 2009 – House of Lords: Cartesian Dreams
- 2011 – House of Lords: Big Money
- 2013 – Lay It all on Me
- 2014 – House of Lords: Precious Metal
- 2018 – Craving[1]